# Itá
Itá là một đô thị thuộc bang Santa Catarina, Brasil. Đô thị này có diện tích 165,463 km², dân số năm 2007 là 6417 người, mật độ 41,4 người/km².